# Burg Lichtenau
Die Burg Lichtenau liegt in der Stadtmitte von Lichtenau, direkt neben der evangelischen Kirche. Sie wurde als Turmburg erbaut und diente lange Jahre als Amtshaus des Hochstifts Paderborn. Das Bauwerk hat eine Höhe von 33 Metern.

## Geschichte
Die Burg wurde im frühen 14. Jahrhundert durch das Bistum Paderborn vermutlich zeitgleich mit der Stadt Lichtenau errichtet. 1326 wurden Burg und Stadt erstmals erwähnt. Sie dienten vor allem zur Sicherung des bischöflichen Territoriums gegen Vorstöße der Grafen von Waldeck, denen die nahe gelegene Burg Rhoden gehörte. In einer Fehde des Bischofs wurde Lichtenau 1391 erfolglos von den Herren von Padberg belagert. Im Jahr 1399 verschenkten die Knappen Werner und Ludolf de Marschalk ihr Burglehn zu Lichtenau an Friedrich von Driburg, der sie fortan mit denen von Calenberg und der Unterstützung weiterer Burgmannen verwaltete. Die Burg diente auch als Amtssitz des Paderborner Fürstbischofs. Während der Paderborner Stiftsfehde (1411–1415) wurde die Burg jedoch erobert, ebenso 1474 durch die Grafen von Waldeck. Bischof Simon III. verpfändete Burg und Stadt Lichtenau 1492 an die Familie  von Westphalen. Fürstbischof Dietrich Adolf (1650–1661) löste das Pfand wieder ein. Die Burg war Sitz des Drostes des Amtes Lichtenau. Der adelige Drost war aber in der Spätzeit des Hochstifts nicht mehr in der Burg ansässig. Vielmehr sorgte ein bürgerlicher Amtsrentmeister für die Landessteuereinnahmen und organisierte das Polizei- und Gerichtswesen.
Der Wohnturm wurde 1658 und 1710 erneuert. Weitere Umgestaltungen vor allem der Innenräume fanden im 19./20. Jahrhundert statt. Andere Teile der Burganlage wurden 1854 abgetragen.

## Beschreibung
Der einzige erhaltene Teil der Burg ist der mächtige, viergeschossige Wohnturm von 10,75 × 17,70 m Größe mit Satteldach. Ein ähnlicher Wohnturm steht unweit in Beverungen. Im Inneren des Gebäudes befinden sich ein Burgkeller mit Tonnengewölbe und ein Rittersaal im ersten Stock. An der Ostseite liegt das spitzbogige Eingangstor. Die heutigen hochrechteckigen Fenster stammen aus der Neuzeit. Über dem Eingang verweist eine Wappentafel aus Sandstein mit der Jahreszahl 1658 auf die baulichen Veränderungen unter Bischof Dietrich Adolf.